# كأس ولي العهد 2009–10
كأس ولي العهد 2009–10 هي النسخة السابع عشرة من بطولة كأس ولي العهد الكويتي، والتي أقيمت في موسم 2011–12. و استطاع نادي الكويت الفوز باللقب للمرة الرابعة في تاريخه. بعدما تأهل إلى المباراة النهائية كل من نادي العربي الكويتي ونادي الكويت، وأستطاع نادي الكويت بأن يفوز بركلات الترحيح بنتيجة 3-2 بعدما الأشواط بالتعادل 2-2. سجل أهداف نادي الكويت كل من رودريغو كاريكا وإسماعيل العجمي، بينما سجل أهداف نادي العربي كل من عبد الله الشمالي وأحمد الرشيدي.